# Mario Balotelli
Mario Barwuah Balotelli (Palermo, 12 augustus 1990) is een Italiaanse voetballer die doorgaans als centrumspits speelt. Balotelli debuteerde in augustus 2010 in het Italiaans voetbalelftal.

## Biografie
Balotelli werd geboren als Mario Barwuah. Zijn ouders, Thomas en Rose Barwuah, waren arme Ghanese immigranten. Twee jaar na zijn geboorte vertrok het gezin naar Brescia, een stad ten oosten van Milaan. Balotelli bleek een kwetsbaar kind met gezondheidsproblemen en verbleef vaak in het ziekenhuis. In 1993 besloten zijn ouders hem ter adoptie af te staan, omdat zij de ziekenhuiskosten niet meer op konden brengen. Door middel van een beslissing van de rechtbank van Brescia werd hij toevertrouwd aan de familie Balotelli uit Concesio. Dankzij een wet uit 1992 kon Balotelli op zijn achttiende verjaardag het Italiaanse burgerschap aanvragen.

## Clubvoetbal

### AC Lummezane
Balotelli werd in 2001 opgenomen in de jeugd van AC Lumezzane. Toen hij vijftien was, werd hij hier voor het eerste team geselecteerd. Daarvoor debuteerde hij in de Serie C1 in een competitiewedstrijd tegen Calcio Padova.
In juni 2006 werkte Balotelli een stage af bij de Cadete B van FC Barcelona. Met het team van trainer Fran Sánchez, waarin ook Thiago Alcántara en Marc Bartra speelden, deed hij mee aan een toernooi, waarop Balotelli in drie wedstrijden acht doelpunten maakte. Hij was destijds een rustige en timide jongen die vriendelijk omging met zijn trainers en medespelers. FC Barcelona wilde Balotelli graag opnemen in de cantera, maar zijn management wilde meer geld dan de club bereid was te betalen. Internazionale contracteerde Balotelli in 2006 op huurbasis met optie tot koop.

### Internazionale
Balotelli verhuisde op zijn vijftiende naar de jeugdopleiding van Internazionale. Hij tekende er op 31 augustus 2006 een driejarig contract. Balotelli speelde eerst een tijdje in de jeugd van Inter. Hij maakte op 16 december 2007 op zeventienjarige leeftijd zijn officiële debuut in het eerste team een wedstrijd tegen Cagliari, die met 2-0 werd gewonnen. Drie dagen later kreeg hij zijn eerste basisplaats in het eerste in een bekerwedstrijd tegen Reggina, waarin hij twee doelpunten maakte. Later scoorde Balotelli twee keer tegen Juventus. Uiteindelijk maakte hij in het seizoen 2007/2008 drie doelpunten in elf wedstrijden.
In de seizoenen 2008/2009 en 2009/2010 werd Balotelli tijdens uitwedstrijden het mikpunt van racistische uitlatingen op de tribunes. Tevens leefde Balotelli enige tijd in onenigheid met de hoofdtrainer van Inter, José Mourinho, die hem wegens een gebrek aan discipline een aantal wedstrijden buiten de selectie hield. In 2009/10 won hij met Inter het landskampioenschap, de nationale beker en de UEFA Champions League.
Na wangedrag en diverse problemen, tekende Balotelli in augustus 2010 een vijfjarig contract bij Manchester City, dat hem voor dertig miljoen euro van Internazionale overnam. Hij kreeg er rugnummer 45.

### Manchester City
Balotelli wist zich ook bij Manchester City niet te gedragen en had het hierdoor regelmatig aan de stok met trainer Roberto Mancini. Die maakte op 8 april 2012 kenbaar Balotelli te willen verkopen, omdat deze zich in vele wedstrijden had misdragen en meerdere rode kaarten had gekregen.

### AC Milan
In de winterstop van seizoen 2012/2013 tekende Balotelli een contract tot medio 2017 bij AC Milan, dat naar verluidt 20 miljoen euro voor hem betaalde. Hier kreeg hij opnieuw rugnummer 45. In zijn eerste wedstrijd (tegen Udinese, 2-1) scoorde hij twee goals, waarvan één strafschop in de 94e minuut. Hiermee werd hij matchwinner.

### Liverpool
Na anderhalf jaar in Milaan ging Balotelli terug naar Engeland, waar hij ging spelen voor Liverpool FC. Dit verblijf werd geen succes; in anderhalf seizoen kwam de speler slechts tot één doelpunt. In het seizoen 2015/2016 werd Balotelli uitgeleend aan zijn oude club AC Milan.

### OGC Nice
Op de deadline dag van de zomertransferperiode van 2016 werd Balotelli transfervrij overgenomen door OGC Nice. Bij zijn debuut scoorde Balotelli twee keer voor de Franse club.

### Olympique Marseille
Tijdens de wintermercato van 2019 transfereerde Super Mario naar de Zuid-Franse topploeg Olympique Marseille. Bij zijn debuut mocht hij invallen in minuut  74' en in de toegevoegde tijd maakte hij al zijn eerste doelpunt (met de kop) voor les Phocéens op aangeven van Kevin Strootman, die in de zomermercato van dat seizoen was overgekomen van AS Roma.
In zijn zesde wedstrijd voor l'OM scoorde Balotelli het openingsdoelpunt tegen AS Saint-Étienne met een halve omhaal. Na zijn doelpunt maakte hij een selfievideo die hij daarna op Instagram postte.

### Brescia Calcio
In augustus 2019 tekende Balotelli een meerjarig contract bij promovendus Brescia Calcio. In juni 2020 werd Balotelli bij de club ontslagen, nadat hij herhaaldelijk niet op de trainingen verscheen.

### AC Monza
In december 2020 tekende Balotelli een contract voor 7 maanden met een optie voor een extra seizoen bij AC Monza, op dat moment uitkomend in de Serie B. Bij deze club trof hij oud AC Milan coryfeeën Cristian Brocchi, Silvio Berlusconi en Adriano Galliani.

### Adana Demirspor (1e periode)
In juli 2021 tekende Balotelli een driejarig contract bij het naar de Süper Lig gepromoveerde Adana Demirspor.

### Sion
In augustus 2022 tekende Balotelli een tweejarig contract bij FC Sion. Een jaar later werd zijn contract echter ontbonden.

### Adana Demirspor (2e periode)
In september 2023 keerde Balotelli terug bij Adana Demirspor.

### Genoa
In oktober 2024 keerde Balotelli terug in Italië. Hij tekende een contract tot de rest van het seizoen bij Genoa, dat hem transfervrij kon overnemen.

## Clubstatistieken

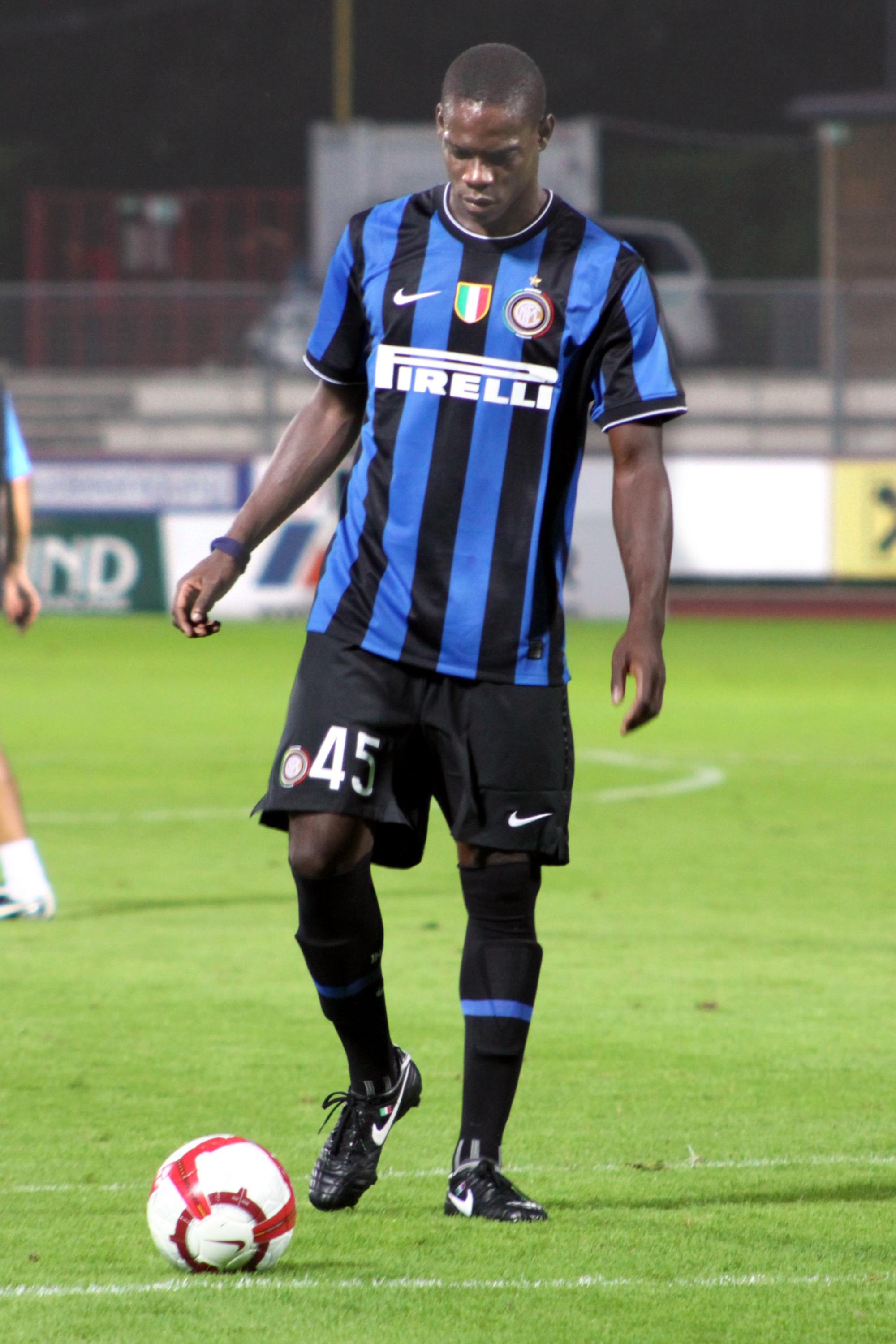
Balotelli in 2009

| Seizoen                           | Club                | Land                 | Competitie     | Competitie | Competitie | Competitie | Beker | Beker | Beker | Internationaal | Internationaal | Internationaal | Totaal | Totaal | Totaal |
| Seizoen                           | Club                | Land                 | Competitie     | Wed.       | Dlp.       | Ass.       | Wed.  | Dlp.  | Ass.  | Wed.           | Dlp.           | Ass.           | Wed.   | Dlp.   | Ass.   |
| --------------------------------- | ------------------- | -------------------- | -------------- | ---------- | ---------- | ---------- | ----- | ----- | ----- | -------------- | -------------- | -------------- | ------ | ------ | ------ |
| 2005/06                           | AC Lumezzane        | Vlag van Italië      | Serie C1       | 2          | 0          | 0          | 0     | 0     | 0     | —              | —              | —              | 2      | 0      | 0      |
| 2007/08                           | Internazionale      | Vlag van Italië      | Serie A        | 11         | 3          | 3          | 4     | 4     | 0     | —              | —              | —              | 15     | 7      | 3      |
| 2008/09                           | Internazionale      | Vlag van Italië      | Serie A        | 22         | 8          | 1          | 3     | 1     | 0     | 6              | 1              | 2              | 31     | 10     | 3      |
| 2009/10                           | Internazionale      | Vlag van Italië      | Serie A        | 26         | 9          | 6          | 6     | 1     | 2     | 8              | 1              | 1              | 40     | 11     | 9      |
| 2010/11                           | Manchester City     | Vlag van Engeland    | Premier League | 17         | 6          | 1          | 5     | 1     | 1     | 6              | 3              | 0              | 28     | 10     | 2      |
| 2011/12                           | Manchester City     | Vlag van Engeland    | Premier League | 23         | 13         | 1          | 3     | 1     | 0     | 3              | 2              | 1              | 29     | 16     | 2      |
| 2012/13                           | Manchester City     | Vlag van Engeland    | Premier League | 14         | 1          | 1          | 2     | 1     | 1     | 4              | 1              | 1              | 20     | 3      | 3      |
| 2012/13                           | AC Milan            | Vlag van Italië      | Serie A        | 13         | 12         | 0          | 0     | 0     | 0     | —              | —              | —              | 13     | 12     | 0      |
| 2013/14                           | AC Milan            | Vlag van Italië      | Serie A        | 30         | 14         | 7          | 1     | 1     | 0     | 10             | 3              | 1              | 41     | 18     | 8      |
| 2014/15                           | Liverpool           | Vlag van Engeland    | Premier League | 16         | 1          | 0          | 7     | 1     | 0     | 5              | 2              | 0              | 28     | 4      | 0      |
| 2015/16                           | → AC Milan          | Vlag van Italië      | Serie A        | 20         | 1          | 1          | 3     | 2     | 0     | —              | —              | —              | 23     | 3      | 1      |
| 2016/17                           | OGC Nice            | Vlag van Frankrijk   | Ligue 1        | 23         | 15         | 0          | 1     | 1     | 0     | 4              | 1              | 0              | 28     | 17     | 0      |
| 2017/18                           | OGC Nice            | Vlag van Frankrijk   | Ligue 1        | 28         | 18         | 1          | 1     | 1     | 0     | 9              | 7              | 1              | 38     | 26     | 2      |
| 2018/19                           | OGC Nice            | Vlag van Frankrijk   | Ligue 1        | 10         | 0          | 1          | 0     | 0     | 0     | —              | —              | —              | 10     | 0      | 1      |
| 2018/19                           | Olympique Marseille | Vlag van Frankrijk   | Ligue 1        | 15         | 8          | 0          | 0     | 0     | 0     | —              | —              | —              | 15     | 8      | 0      |
| 2019/20                           | Brescia Calcio      | Vlag van Italië      | Serie A        | 19         | 5          | 0          | 0     | 0     | 0     | —              | —              | —              | 19     | 5      | 0      |
| 2020/21                           | AC Monza            | Vlag van Italië      | Serie B        | 17         | 6          | 1          | 0     | 0     | 0     | —              | —              | —              | 17     | 6      | 1      |
| 2021/22                           | Adana Demirspor     | Vlag van Turkije     | Süper Lig      | 31         | 18         | 4          | 2     | 1     | 2     | —              | —              | —              | 33     | 19     | 6      |
| 2022/23                           | Adana Demirspor     | Vlag van Turkije     | Süper Lig      | 2          | 0          | 1          | 0     | 0     | 0     | —              | —              | —              | 2      | 0      | 1      |
| 2022/23                           | FC Sion             | Vlag van Zwitserland | Super League   | 18         | 6          | 0          | 1     | 0     | 0     | —              | —              | —              | 19     | 6      | 0      |
| 2023/24                           | Adana Demirspor     | Vlag van Turkije     | Süper Lig      | 16         | 7          | 1          | 0     | 0     | 0     | 0              | 0              | 0              | 16     | 7      | 1      |
| TOTAAL                            | TOTAAL              | TOTAAL               | TOTAAL         | 373        | 151        | 30         | 39    | 16    | 6     | 55             | 21             | 7              | 467    | 188    | 43     |
| Bijgewerkt tot en met 30 mei 2024 |                     |                      |                |            |            |            |       |       |       |                |                |                |        |        |        |

## Interlandcarrière
Jong Italië

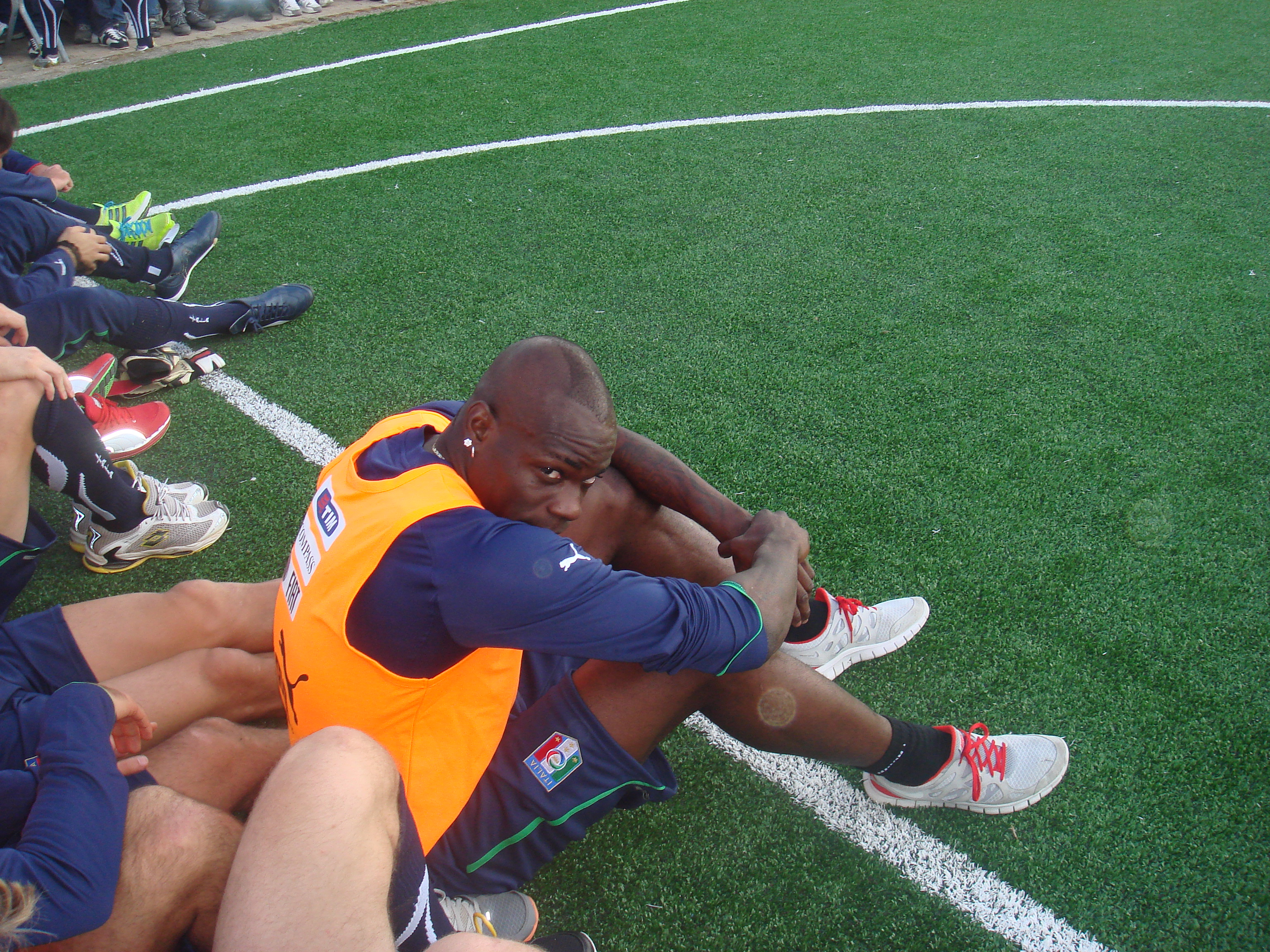
Mario Balotelli in het Italiaanse nationale team

In augustus 2008 kreeg Balotelli het Italiaanse burgerschap, waarna hij aangaf voor Jong Italië uit te willen komen. Op 29 augustus werd hij door bondscoach Pierluigi Casiraghi opgeroepen om te spelen tegen Jong Griekenland. Tijdens deze interland (1-1 gelijkspel) scoorde Balotelli direct.
Italië
Balotelli wees twee selecties voor het Ghanees voetbalelftal af en debuteerde op 10 augustus 2010 in het Italiaanse nationale team, in de met 1-0 verloren vriendschappelijke interland tegen Ivoorkust, net als Marco Motta (Juventus), Cristian Molinaro (VfB Stuttgart), Salvatore Sirigu (Città di Palermo) en Amauri (Juventus) voor Italië. Op 11 november 2011 maakte hij zijn eerste doelpunt voor Italië, in een oefeninterland tegen Polen, die op 2-0 eindigde. Hij werd door bondscoach Cesare Prandelli ook opgenomen in de Italiaanse selectie voor Euro 2012. In de groepswedstrijden tegen Spanje en Kroatië startte Balotelli in de basis, maar telkens werd hij - zonder gescoord te hebben - vervangen door Antonio Di Natale. In de wedstrijd daarop, tegen Ierland, wist Balotelli wel te scoren. Ook in de gewonnen kwartfinale tegen Engeland wist hij zijn kansen niet om te zetten in een doelpunt. Nadat deze wedstrijd ook na verlenging in een doelpuntloos gelijkspel beëindigd was, scoorde hij wel in de strafschoppenserie door doelman Joe Hart in de linkeronderhoek te verslaan. In de halve finale tegen Duitsland op 28 juni 2012 maakte hij twee doelpunten. In de finale verloor La Squadra Azzurra met 4-0 van titelverdediger Spanje.
Balotelli keerde in mei 2018 na vier jaar terug in het Italiaanse elftal. De nieuwe bondscoach Roberto Mancini riep de spits van OGC Nice op voor de oefeninterlands van de Azzurri tegen Saoedi-Arabië, Frankrijk en Nederland. Bij zijn rentree, op maandag 28 mei 2018, nam hij de openingstreffer voor zijn rekening in het duel tegen Saoedi-Arabië (2-1) in Sankt Gallen. Hij werd na 58 minuten vervangen door Andrea Belotti, die vervolgens het tweede doelpunt maakte voor de Italianen.
| Interlands van Mario Balotelli          | Interlands van Mario Balotelli          | Interlands van Mario Balotelli          | Interlands van Mario Balotelli          | Interlands van Mario Balotelli          | Interlands van Mario Balotelli          | Interlands van Mario Balotelli          |
| №                                       | Datum                                   | Wedstrijd                               | Uitslag                                 | Soort wedstrijd                         | Doelpunten                              |                                         |
| Als speler bij FC Internazionale Milano | Als speler bij FC Internazionale Milano | Als speler bij FC Internazionale Milano | Als speler bij FC Internazionale Milano | Als speler bij FC Internazionale Milano | Als speler bij FC Internazionale Milano | Als speler bij FC Internazionale Milano |
| --------------------------------------- | --------------------------------------- | --------------------------------------- | --------------------------------------- | --------------------------------------- | --------------------------------------- | --------------------------------------- |
| 1.                                      | 10 augustus 2010                        | Ivoorkust – Italië                      | 1 – 0                                   | Vriendschappelijk                       | 0                                       |                                         |
| Als speler bij Manchester City FC       |                                         |                                         |                                         |                                         |                                         |                                         |
| 2.                                      | 17 november 2010                        | Italië – Roemenië                       | 1 – 1                                   | Vriendschappelijk                       | 0                                       |                                         |
| 3.                                      | 10 augustus 2011                        | Italië – Spanje                         | 2 – 1                                   | Vriendschappelijk                       | 0                                       |                                         |
| 4.                                      | 2 september 2011                        | Faeröer – Italië                        | 0 – 1                                   | Kwalificatie EK 2012                    | 0                                       |                                         |
| 5.                                      | 6 september 2011                        | Italië – Slovenië                       | 1 – 0                                   | Kwalificatie EK 2012                    | 0                                       |                                         |
| 6.                                      | 11 november 2011                        | Polen – Italië                          | 0 – 2                                   | Vriendschappelijk                       | 1                                       |                                         |
| 7.                                      | 15 november 2011                        | Italië – Uruguay                        | 0 – 1                                   | Vriendschappelijk                       | 0                                       |                                         |
| 8.                                      | 1 juni 2012                             | Italië – Rusland                        | 0 – 3                                   | Vriendschappelijk                       | 0                                       |                                         |
| 9.                                      | 10 juni 2012                            | Italië – Spanje                         | 1 – 1                                   | EK 2012                                 | 0                                       |                                         |
| 10.                                     | 14 juni 2012                            | Kroatië – Italië                        | 1 – 1                                   | EK 2012                                 | 0                                       |                                         |
| 11.                                     | 18 juni 2012                            | Italië – Ierland                        | 2 – 0                                   | EK 2012                                 | 1                                       |                                         |
| 12.                                     | 24 juni 2012                            | Engeland – Italië                       | 0 – 0                                   | EK 2012                                 | 0                                       |                                         |
| 13.                                     | 28 juni 2012                            | Duitsland – Italië                      | 1 – 2                                   | EK 2012                                 | 2                                       |                                         |
| 14.                                     | 1 juli 2012                             | Italië – Spanje                         | 0 – 4                                   | EK 2012                                 | 0                                       |                                         |
| 15.                                     | 16 oktober 2012                         | Italië – Denemarken                     | 3 – 1                                   | Kwalificatie WK 2014                    | 1                                       |                                         |
| 16.                                     | 14 november 2012                        | Italië – Frankrijk                      | 1 – 2                                   | Vriendschappelijk                       | 0                                       |                                         |
| Als speler bij AC Milan                 |                                         |                                         |                                         |                                         |                                         |                                         |
| 17.                                     | 6 februari 2013                         | Nederland – Italië                      | 1 – 1                                   | Vriendschappelijk                       | 0                                       |                                         |
| 18.                                     | 21 maart 2013                           | Brazilië – Italië                       | 2 – 2                                   | Vriendschappelijk                       | 1                                       |                                         |
| 19.                                     | 26 maart 2013                           | Malta – Italië                          | 0 – 2                                   | Kwalificatie WK 2014                    | 2                                       |                                         |
| 20.                                     | 31 mei 2013                             | Italië – San Marino                     | 4 – 0                                   | Vriendschappelijk                       | 0                                       |                                         |
| 21.                                     | 7 juni 2013                             | Tsjechië – Italië                       | 0 – 0                                   | Kwalificatie WK 2014                    | 0                                       |                                         |
| 22.                                     | 11 juni 2013                            | Haïti – Italië                          | 2 – 2                                   | Vriendschappelijk                       | 0                                       |                                         |
| 23.                                     | 16 juni 2013                            | Mexico – Italië                         | 1 – 2                                   | Confederations Cup                      | 1                                       |                                         |
| 24.                                     | 19 juni 2013                            | Japan – Italië                          | 3 – 4                                   | Confederations Cup                      | 0                                       |                                         |
| 25.                                     | 22 juni 2013                            | Brazilië – Italië                       | 4 – 2                                   | Confederations Cup                      | 0                                       |                                         |
| 26.                                     | 10 september 2013                       | Italië - Tsjechië                       | 2 - 1                                   | Kwalificatie WK 2014                    | 1                                       |                                         |
| 27.                                     | 15 oktober 2013                         | Italië - Armenië                        | 2 - 2                                   | Kwalificatie WK 2014                    | 1                                       |                                         |
| 28.                                     | 15 november 2013                        | Italië - Duitsland                      | 1 - 1                                   | Vriendschappelijk                       | 0                                       |                                         |
| 29.                                     | 18 november 2013                        | Nigeria - Italië                        | 2 - 2                                   | Vriendschappelijk                       | 0                                       |                                         |
| 30.                                     | 4 juni 2014                             | Italië - Luxemburg                      | 1 - 1                                   | Vriendschappelijk                       | 0                                       |                                         |
| 31.                                     | 14 juni 2014                            | Engeland - Italië                       | 1 - 2                                   | WK 2014                                 | 1                                       |                                         |
| 32.                                     | 20 juni 2014                            | Italië - Costa Rica                     | 0 - 1                                   | WK 2014                                 | 0                                       |                                         |
| 33.                                     | 24 juni 2014                            | Italië - Uruguay                        | 0 - 1                                   | WK 2014                                 | 0                                       |                                         |
| Als speler bij OGC Nice                 |                                         |                                         |                                         |                                         |                                         |                                         |
| 34.                                     | 28 mei 2018                             | Italië - Saoedi-Arabië                  | 2 - 1                                   | Vriendschappelijk                       | 1                                       |                                         |
| 35.                                     | 1 juni 2018                             | Frankrijk - Italië                      | 3 - 1                                   | Vriendschappelijk                       | 0                                       |                                         |
| 36.                                     | 7 september 2018                        | Italië - Polen                          | 1 - 1                                   | UEFA Nations League Divisie A           | 0                                       |                                         |

Bijgewerkt t/m 24 juni 2014

## Privé
Balotelli werd in 2012 vader van een dochter. De moeder van het meisje is zijn ex-vriendin, fotomodel Raffaella Fico. In juni 2013 vertelde zijn vriendin Fanny Neguesha in het huwelijk te zullen treden met Balotelli. Dit werd door hemzelf ontkend. In maart van 2015 verscheen in Het Belang van Limburg een artikel waar gezegd werd dat hij een geheime relatie zou hebben met de Belgisch-Italiaanse Federica Mare. Hierop verscheen tot dusver nog geen reactie van Balotelli.

## Trivia
- Balotelli is allergisch voor droog gras. Dit ondervond hij tijdens een wedstrijd waarbij het gras niet vooraf gesproeid was. Onderzoek achteraf toonde aan dat het gaat om een allergie voor zaden en korrels die in droge toestand in de lucht kunnen opstijgen.
- Balotelli wordt door pers en commentatoren beschouwd als 'enfant terrible'. Dit omdat hij zowel binnen als buiten het veld vaak betrokken is bij ongeregeldheden. Zo stak hij ooit vuurwerk af in zijn huis, met een brand als gevolg. Ook gooide hij eens dartpijltjes naar jeugdspelers van Manchester City 'omdat hij zich verveelde'.[14]
- Op 23 november 2023 raakte hij betrokken bij een ongeval. Hijzelf was ongedeerd maar zijn Audi Q8 had wel schade. [15]

## Erelijst
| Competitie            |                |                           |                |                |
| Competitie            | Aantal         | Jaren                     |                |                |
| Internazionale        | Internazionale | Internazionale            | Internazionale | Internazionale |
| --------------------- | -------------- | ------------------------- | -------------- | -------------- |
| UEFA Champions League | 1x             | 2009/10                   |                |                |
| Serie A               | 3x             | 2007/08, 2008/09, 2009/10 |                |                |
| Coppa Italia          | 1x             | 2009/10                   |                |                |
| Supercoppa Italiana   | 1x             | 2008                      |                |                |
| Manchester City       |                |                           |                |                |
| Premier League        | 1x             | 2011/12                   |                |                |
| FA Cup                | 1x             | 2010/11                   |                |                |

| Competitie              | Winnaar | Winnaar | Runner-up | Runner-up | Derde  | Derde  |
| Competitie              | Aantal  | Jaren   | Aantal    | Jaren     | Aantal | Jaren  |
| Italië                  | Italië  | Italië  | Italië    | Italië    | Italië | Italië |
| ----------------------- | ------- | ------- | --------- | --------- | ------ | ------ |
| Europees kampioenschap  |         |         | 1x        | 2012      |        |        |
| FIFA Confederations Cup |         |         |           |           | 1x     | 2013   |

## Individueel
- Topscoorder Coppa Italia: 2007/08
- Golden Boy Award: 2010
- FA Cup Final Man of the Match: 2011
- UEFA Euro Team of the Tournament: 2012
- UEFA European Championship Co-Top Goalscorer: 2012
- Serie A Team van het Jaar: 2012/13